# Kaszabister rubellus
Kaszabister rubellus  (лат.) — вид мирмекофильных жуков-карапузиков (Histeridae). Южная Америка: Аргентина (Buenos Aires, Córdoba), Бразилия (Paraná, Rio Grande do Sul, Santa Catarina), Уругвай (Rivera). Мелкие красновато-коричневые жуки овальной формы. Длина тела около 2 мм. Экземпляры из Бразилии найдены в ассоциации с огненными муравьями рода Solenopsis. В Уругвае найден в гнезде муравьёв-листорезов вида Acromyrmex lundii. Вид был описан в 1834 году немецким энтомологом Вильгельмом Эрихсоном первоначально под названием Epierus rubellus. Позднее (Mazur, 1984) включен в состав рода Kaszabister, так как оказался синонимом его типового вида Kaszabister mahunkai Mazur, 1972 (ставшего младшим синонимом) .